# Snowden (Film)
Snowden ist eine deutsch-US-amerikanische Filmbiografie von Oliver Stone aus dem Jahr 2016 mit Joseph Gordon-Levitt in der titelgebenden Rolle des Edward Snowden.

## Handlung
Erzählt wird die wahre Geschichte des CIA- und NSA-Mitarbeiters und Whistleblowers Edward Snowden, der im Jahr 2013 von Hawaii nach Hongkong fliegt, um dort tausende geheime Dokumente an die Presse weiterzugeben, welche die Existenz von Programmen amerikanischer und britischer Geheimdienste öffentlich machen, die der Totalüberwachung des weltweiten Internetverkehrs dienen, darunter PRISM, Tempora, XKeyscore und Boundless Informant. Damit löst er die Globale Überwachungs- und Spionageaffäre aus. Dieser Vorgang bewegt nicht nur die Weltgemeinschaft, sondern auch die internationale Politik ist sehr getroffen, was ihn zu einem der derzeit meistgesuchten Männer der Welt macht.
Der Film beschreibt die schrittweise Veränderung von Snowdens Haltung hinsichtlich der Ziele und Verantwortung der Geheimdienste und der Regierung. Dabei spielt u. a. seine Freundin eine wichtige Rolle, die der US-Politik kritisch gegenübersteht. Teilweise kann er anfangs nicht glauben, dass die Geheimdienste sämtliche digitale Kommunikation erfassen. In seiner zunehmend kritischeren Haltung wird er teilweise von Kollegen direkt und indirekt unterstützt, welche mit ihm u. a. miterleben, wie mit dem Director of National Intelligence der oberste Geheimdienstchef James R. Clapper vor einem Kongressausschuss des US-Senats aussagt, es würden nicht sämtliche Daten von vielen Millionen US-Bürgern gesammelt.
Snowden stützt sein Handeln auf sein Gewissen, da die Praktiken der Geheimdienste nicht mit der US-Verfassung und den Menschenrechten vereinbar wären und es offensichtlich keine Möglichkeit gäbe, das System von innen zu ändern. In einem Gespräch mit Kollegen, kurz vor seinem Flug nach Hongkong, erwähnt er die Lehren und Rechtsprechung der Nürnberger Prinzipien, nach der auch Individuen niedrigeren Ranges eine Mitverpflichtung haben.
Snowden lebt seit der Weitergabe der Dokumente an die Presse in Moskau. Zum Ende des Films kommt Snowden selbst zu Wort. Im Abspann werden einige Folgen der weltweiten Diskussion aufgezeigt.

## Synchronisation
Die deutsche Synchronisation entstand nach einem Synchronbuch von Benedikt Rabanus und dessen Dialogregie im Auftrag der Scalamedia, Berlin.
| Rolle               | Darsteller            | Sprecher          |
| ------------------- | --------------------- | ----------------- |
| Edward Snowden      | Joseph Gordon-Levitt  | Robin Kahnmeyer   |
| Lindsay Mills       | Shailene Woodley      | Janin Stenzel     |
| Laura Poitras       | Melissa Leo           | Arianne Borbach   |
| Glenn Greenwald     | Zachary Quinto        | Timmo Niesner     |
| Hank Forrester      | Nicolas Cage          | Martin Keßler     |
| Ewen MacAskill      | Tom Wilkinson         | Eberhard Haar     |
| Trevor James        | Scott Eastwood        | Nils Nelleßen     |
| CIA-Officer Geneva  | Timothy Olyphant      | Michael Deffert   |
| Gabriel Sol         | Ben Schnetzer         | Adam Nümm         |
| Patrick Haynes      | Lakeith Lee Stanfield | Michael Baral     |
| Corbin O’Brian      | Rhys Ifans            | Thomas Nero Wolff |
| Janine Gibson       | Joely Richardson      | Silke Matthias    |
| Dr. Stilwell        | Robert Firth          | Robert Glatzeder  |
| Robert Tibbo        | Ben Chaplin           | Frank Röth        |
| Frank Davini        | Demetri Goritsas      | Peter Flechtner   |
| Staff Sgt. Robinson | Jaymes Butler         | Sven Brieger      |

## Produktion

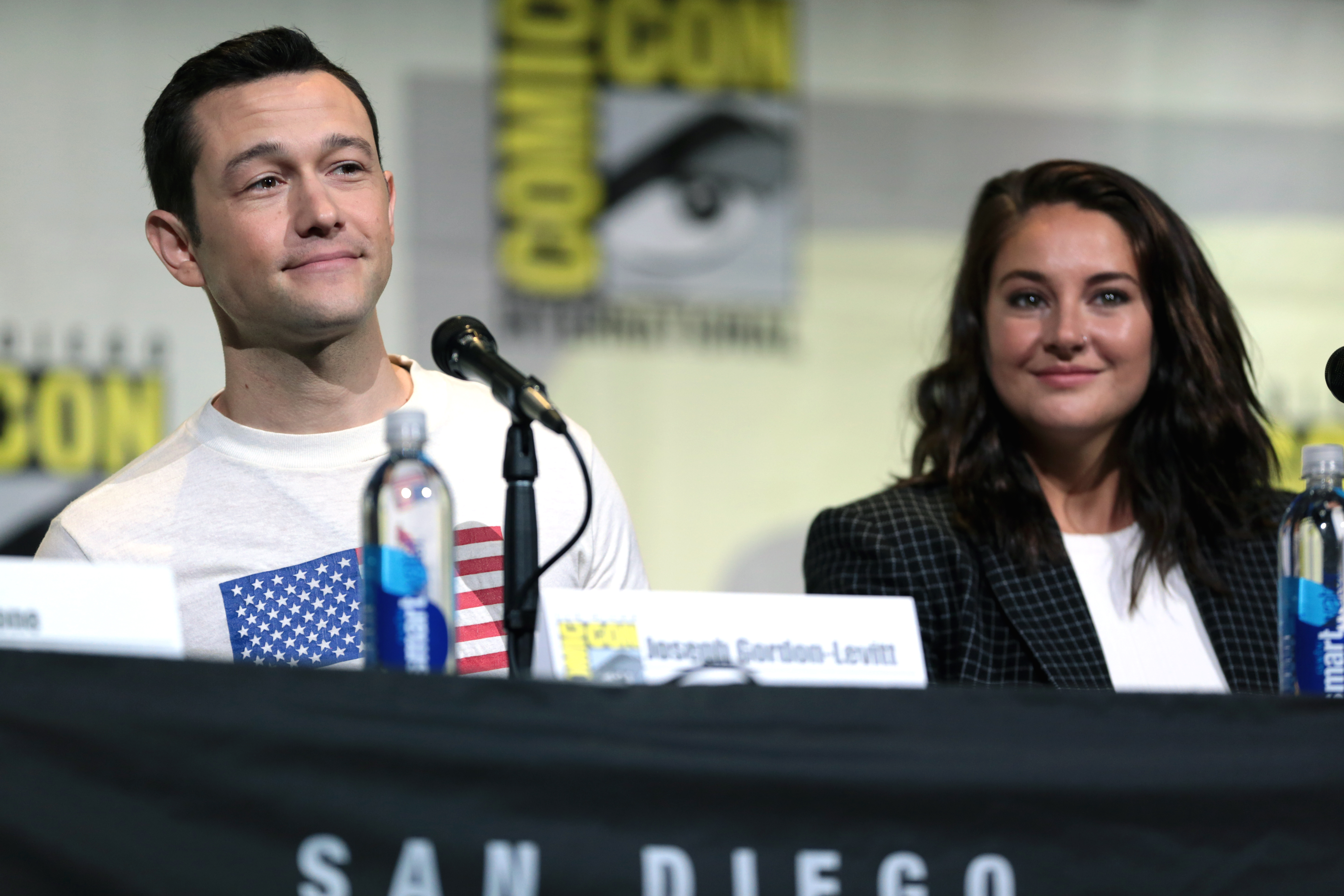
Joseph Gordon-Levitt und Shailene Woodley auf der San Diego Comic-Con im Juli 2016

Amerikanische Studios lehnten das Drehbuch ab. Ein Großteil der Dreharbeiten, die im Februar 2015 in den Bavaria Studios begannen, fand in München statt. Zudem wurde an Originalschauplätzen in Hongkong und in den USA gedreht. Das Budget lag bei geschätzten 40 Millionen US-Dollar. Das Einspielergebnis lag bei 37,3 Mio. Dollar, womit der Film einer der größten Flops des Jahres war.
Der FilmFernsehFonds Bayern förderte den Film mit 1,6 Millionen Euro im Rahmen des Sonderprogramms für internationale Koproduktionen.
Nachdem der Filmstart in den USA zunächst für den 25. Dezember 2015 vorgesehen war, wurde der Starttermin erst auf ein unbestimmtes Datum im Jahr 2016 verlegt und später für den 13. Mai (Großbritannien) bzw. 15. Juni 2016 (USA und Frankreich) bekanntgegeben. Im Februar 2016 wurde der US-Start erneut verschoben, diesmal auf den 16. September 2016. In Deutschland startete der Film offiziell am 22. September 2016. Die Premiere fand in Deutschland bereits am 20. September 2016 statt.

## Musik
Für den Film schrieb der britische Pop-Rock-Musiker Peter Gabriel das Lied The Veil, das während des Abspanns des Films zu hören ist. Das Musikvideo zu The Veil enthält wiederum Ausschnitte aus dem Film.